# كركند

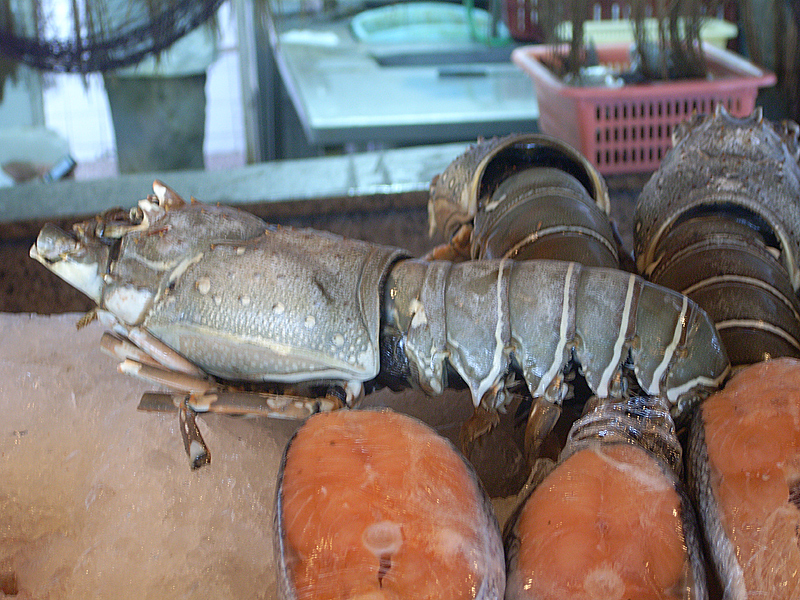

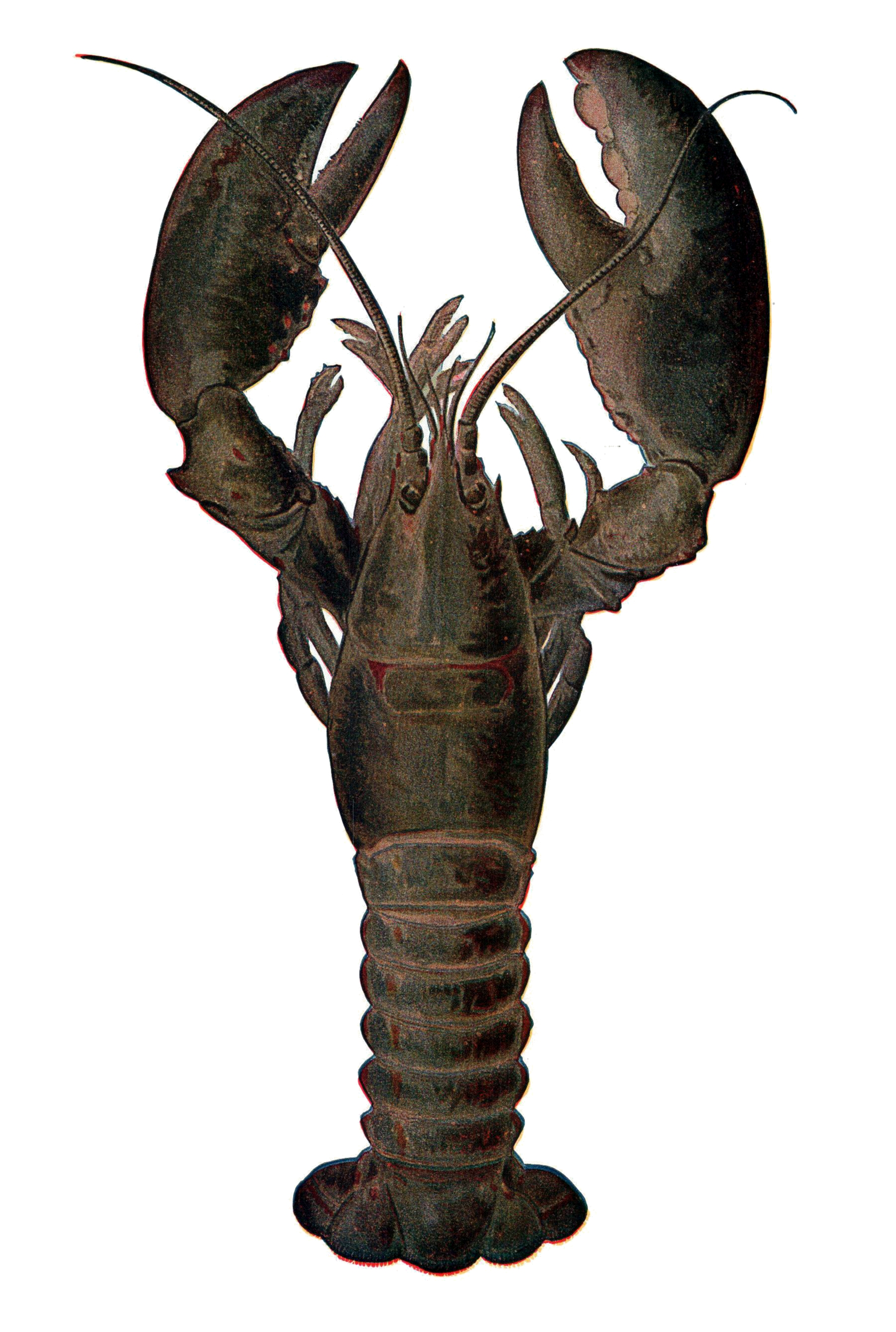
الكركند

الكَرْكَنْد أو الإستاكوزا أو أم الربيان أو الشارخة من القشريات البحرية الكبيرة. حيوان بحري عشاري الرِّجل له خمسة أزواج من الأرجل. «كركند». الكركند، طعامًا بحريًا، مهمٌ اقتصاديا التي تشكل أساس صناعة عالمية من 1,8 مليار دولار دولارات سنويا في التجارة. على الرغم من العديد من المجموعات المختلفة من القشريات هي المعروفة باسم «جراد البحر» أقرباء جراد البحر المرجانية الأقرب هي سرطان البحر.

## الأسماء
ومن أسماء الكركند: أم الربيان أو بنت الربَّان أو جراد البحر أو الشارخة أو إستاكوزا (بالإنجليزية: Lobster)

## السلوك
الكركند ينشط ليلاً ويعرف بأنه يمشي مسافات طويلة تصل إلى 15كم، وظل بعض الكركند حياً إلى 50 سنة.

## الغذاء
غذاء الكركند عادة من الأسماك، والرخويات، والقشريات الأخرى، والديدان، وبعض الحياة النباتية. وربما تلجأ إلى أكل الكركند الآخر، بيد أن ذلك لم يلحظ في البرية. وقد وجد جلد الكركند في بطن الكركند، ورغم أن هذا يرجع إلى أكل الكركند الجلد بعد إلقائه. الكركند تنمو طوال حياتهم وليس من غير المعتاد لسرطان البحر ليعيشوا لأكثر من 100 سنة يمكن أن تصل إلى أحجام كبيرة، ووفقا لموسوعة جينيس للأرقام القياسية، هي أكبر الكركند ضبطت في نوفا سكوتيا، كندا، وزنه 20,14 كلغ (44,4 رطل).

## المعلومات الغذائية

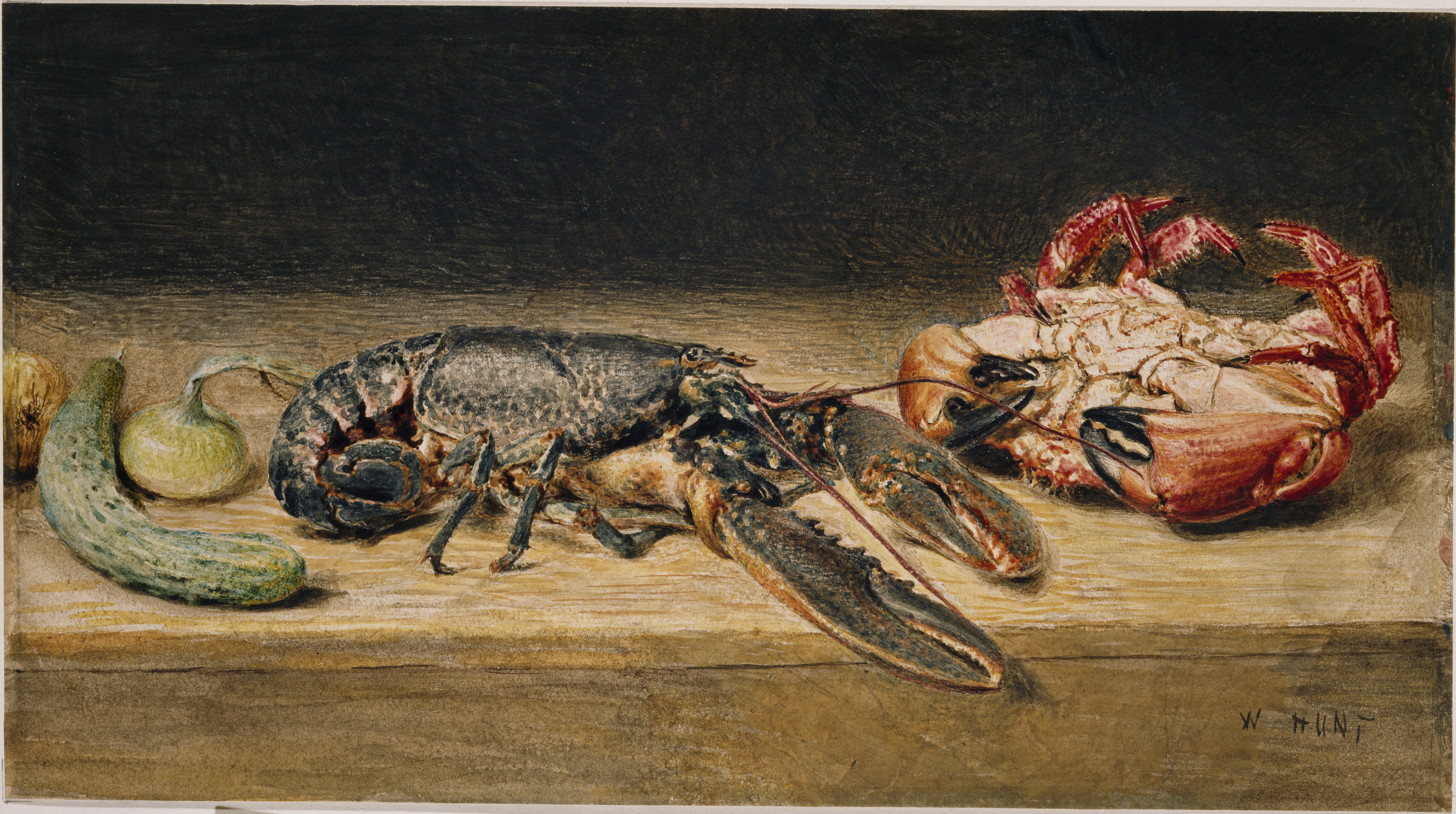

يحتوي كل 100غ من الكركند النيء، بحسب وزارة الزراعة الأميركية على المعلومات الغذائية التالية:
- السعرات الحرارية: 77
- الدهون: 0.75
- الدهون المشبعة: 0.18
- النشويات: 0
- الألياف: 0
- البروتينات: 16.52
- الكولسترول: 127

## وصلات خارجية
- معلومات غذائية عن الكركند